# Austria Rock Festival

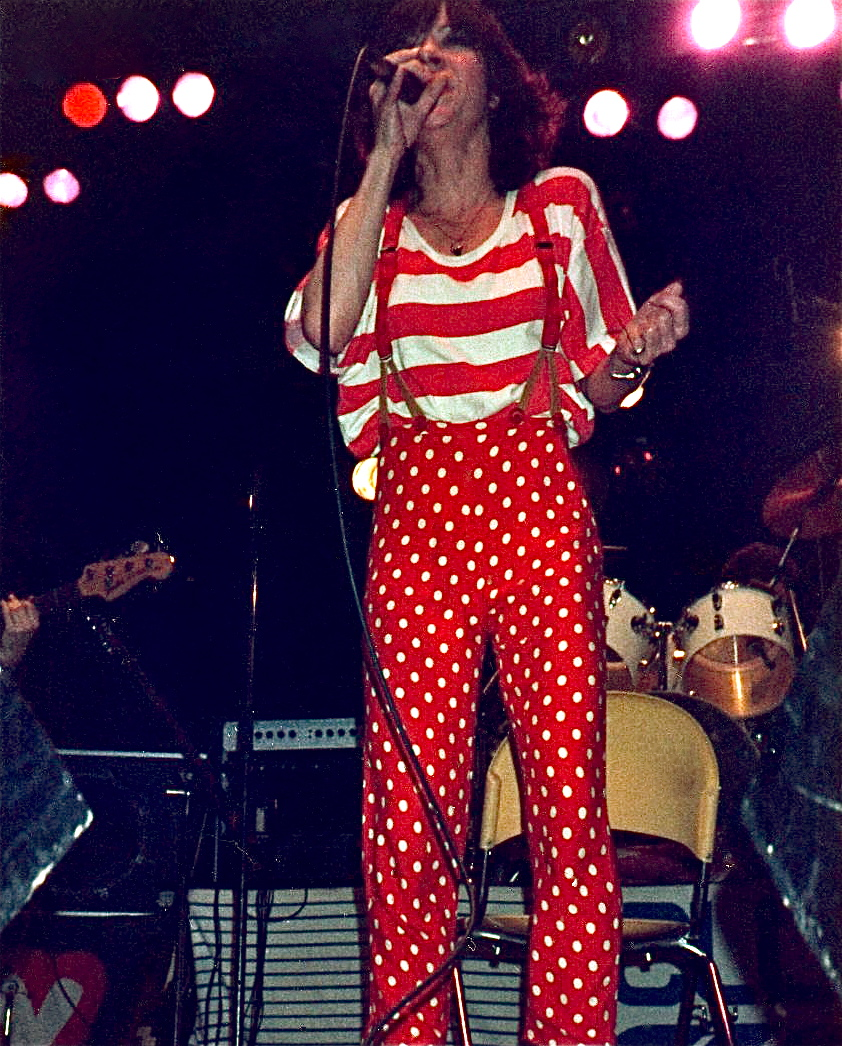
Austria Rockfestival in Voitsberg 1985: Maria Bill

Das Austria Rock Festival war ein österreichisches Rockmusik-Festival der 1970er und 1980er Jahre in Pinkafeld (Burgenland) und Zeltweg (Steiermark). Erstmals fand es am 29. und 30. April 1978 in der Martini-Halle in Pinkafeld (Burgenland) statt. Geplant und organisiert wurde das Festival von der Rockband Opus, später von Welcome.

## Die Festivaljahre
1978:
Beim ersten Festival traten unter anderen auf: Opus, Hallucination Company, Wolfgang Ambros.
1979:
Sigi Maron, Eela Craig, Erste Allgemeine Verunsicherung, Ganymed, S.T.S., Peter Ratzenbeck.
1980:
Harri Stojka Express, Bluespumpm, Minisex, Magic 69 (mit Boris Bukowski und Günter Timischl). Moderator war Gotthard Rieger.
6. / 7. Juni 1981:
Es spielten unter anderen New Dreamboat (mit Hansi Lang). Der Österreichische Rundfunk übertrug live im Fernsehen vom Austria Rock Festival. Vereinzelte Ausschreitungen in Pinkafeld und der dadurch hervorgerufene Widerstand der Bevölkerung waren ein Mitgrund für die spätere Verlegung des Festivals nach Zeltweg.
3. / 4. Juli 1982:
Reinhold Bilgeri, Ulli Bäer, Wilfried, No Bros. 6.000 Besucher. „Betrunkene Rockfans säumten drei Tage lang das Pinkafelder Stadtzentrum.“ Dennoch „kam es im Gegensatz zum Vorjahr zu keinen nennenswerten Ausschreitungen.“
20.- 22. Mai 1983:
Ab 1983 fand das Festival in Zeltweg statt. Als Veranstalter löste die steirische Gruppe Welcome die bisher für das Festival verantwortlichen Opus ab. Neben anderen 1983 mit dabei: Tom Pettings Hertzattacken, Hansi Lang.
24.- 26. Mai 1985 in Voitsberg: Sextiger, Maria Bill.
1988 Voitsberg: Superfeucht
2008 Klagenfurt: No Bros

## Ausstellung zum Austria Rock Festival
Im Mai 2009 wurde in Pinkafeld die Ausstellung „Was blieb vom Austria Rock Festival“ gezeigt.